# Piquecos
Piquecos – miejscowość i gmina we Francji, w regionie Oksytania, w departamencie Tarn i Garonna. Przez gminę przepływa rzeka Aveyron. 
Według danych na rok 1990 gminę zamieszkiwało 307 osób, a gęstość zaludnienia wynosiła 39 osób/km² (wśród 3020 gmin regionu Midi-Pireneje Piquecos plasuje się na 760. miejscu pod względem liczby ludności, natomiast pod względem powierzchni na miejscu 1256.).